# ناجی (ترانه رایز اگنست)
ناجی سومین تک‌آهنگ رسمی آلبوم توسل به عقل اثر گروه هاردکور پانک رایز اگنست می‌باشد. این ترانه در ۳ ژوئن ۲۰۰۹ به صورت تک‌آهنگ منتشر شد. این آهنگ در بازی «راک بند» نیز مورد استفاده قرار گرفته‌است. موزیک ویدئو این ترانه در ۲۸ سپتامبر ۲۰۰۹ منتشر شد که تا به امروز بیش از ۴۰ میلیون بیننده در یوتوب داشته‌است.